# Igor Malkov
Igor Malkov (n. 9 februarie 1965, Pervouralsk, RSFS Rusă, URSS) este un patinator de viteză ce a reprezentat Uniunea Republicilor Sovietice Socialiste, medaliat olimpic. A participat la o ediție a Jocurilor Olimpice (1984) în care a câștigat o medalie de aur și o medalie de argint.